# MTK Budapest (szachy)
MTK Budapest – węgierski klub szachowy z siedzibą w Budapeszcie, sześciokrotny mistrz kraju.

## Historia
Wiadomo, iż pierwszą sekcją sportów umysłowych w MTK Budapest była funkcjonująca w 1937 roku sekcja brydża, a sekcja szachowa powstała później. W 1955 roku klub zadebiutował w mistrzostwach Węgier pod nazwą Budapesti Vörös Lobogó SE. Zespół zdobył wówczas mistrzostwo kraju. W sezonie 1956 Budapesti Vörös Lobogó zdobył wicemistrzostwo Węgier. Od 1957 roku klub występował pod nazwą MTK. W sezonie 1957/1958 zespół ponownie zajął drugie miejsce w mistrzostwach, w sezonie 1962/1963 roku MTK był trzeci, w sezonie 1963/1964 drugi, a w sezonie 1964/1965 roku – trzeci. W 1967 roku klub został mistrzem kraju, a w latach 1968–1970 zajął trzecią pozycję.
W 1975 roku nastąpiła fuzja MTK i Budapesti Vörös Meteor SE i wystawienie drużyny pod nazwą MTK-VM. W latach 1975–1976 ten zespół wygrał ligę, a w sezonie 1977 zajął drugą pozycję. W sezonie 1977/1979 MTK-VM wziął udział w pierwszej edycji Pucharu Europy, odpadając w drugiej rundzie z Buriewiestnikiem. W sezonie 1978 klub zajął trzecie miejsce w rozgrywkach ligowych, a rok później zdobył mistrzostwo.
W 1980 roku MTK wystawił po raz pierwszy drużynę w mistrzostwach kobiet. Ogółem ten zespół zdobył mistrzostwo Węgier ośmiokrotnie (1980, 1981, 1983, 1986, 1987, 1989, 1990, 1991). Drużyna męska w latach 1980–1982 zajęła drugie miejsce w lidze. W Pucharze Europy w sezonie 1980/1982 odpadła w drugiej rundzie (przegrana ze Sławią Sofia), a w sezonie 1983/1984 został wyeliminowany przez SG Porz w tej samej fazie rozgrywek. W 1984 roku MTK zdobył swoje szóste i ostatnie w historii mistrzostwo Węgier, a rok później zajął trzecie miejsce. W Pucharze Europy w sezonie 1985/1986 węgierski klub odpadł w drugiej rundzie, przegrywając rywalizację z SK Anderlecht. W latach 1987–1989 zespół zajął drugie miejsc w mistrzostwach Węgier. Sezon 1989/1990 był ostatnim, w którym MTK-VM uczestniczył w europejskich rozgrywkach. Zespół pokonał wówczas ITB Bukareszt i Beer Sheva Chess Club, a w ćwierćfinale przegrał 3½:8½ z Taflfélag Reykjavíkur i odpadł z rozgrywek. W 1990 roku zespół zajął trzecie miejsce w lidze. W pierwszej połowie lat 90. MTK trzykrotnie zdobył wicemistrzostwo Węgier (1992/1993, 1993/1994, 1995/1996), a raz (1994/1995) zajął trzecie miejsce. W 1998 roku zespół wycofał się z rozgrywek.
W 2005 roku drużyna kobiet uczestniczyła w Pucharze Europy, zajmując siódme miejsce. Drużyna męska w sezonie 2005/2006 powróciła do najwyższej klasy rozgrywkowej, zajmując wówczas piąte miejsce. W 2009 klub spadł z Nemzeti Bajnokság I, a w 2012 wycofał się z ligi.
W 2014 roku reaktywowano sekcję szachową poprzez przejęcie analogicznej sekcji klubu Rákosligeti AC; prezesem został Gábor Kállai. W 2015 roku zespół awansował do drugiej ligi, a dwa lata później – do pierwszej. W sezonie 2017/2018 zespół spadł do NB I/B, w 2019 roku awansował do NB I, po czym w sezonie 2019/2020 ponownie spadł. W sezonie 2022/2023 MTK ponownie grał w pierwszej lidze (wówczas pod nazwą Szuperliga) i ponownie spadł po jednym sezonie gry. W 2024 roku klub awansował do Szuperligi.

## Zawodnicy
Zawodnikami klubu byli m.in.:

- András Adorján[1]
- Wołodymyr Bakłan[13]
- Gerardo Barbero[14]
- Pál Benkő[1]
- Béla Berger[1]
- István Bilek[1]
- Felix Blohberger[13]
- Tünde Csonkics[15]
- György G. Dénes[3]
- Viktor Erdős[16]
- Iván Faragó[1]
- Győző Forintos[1]
- Laurent Fressinet[13]
- Anita Gara[17]
- Tícia Gara[17]
- Tamás Halász[13]
- Hoàng Thanh Trang[17]
- Mária Ivánka[1]
- Gábor Kállai[15]
- Éva Karakas[3]
- Rita Kas[1]
- Ferenc Kőberl[1]
- Levente Lengyel[1]
- Wiktor Matwiiszen[13]
- Nóra Medvegy[17]
- Wałerij Newerow[16]
- András Ozsváth[1]
- Judit Polgár[1]
- Zsófia Polgár[1]
- Zsuzsa Polgár[1]
- Lajos Portisch[1]
- Louis Roos[18]
- Brigitta Sinka[3]
- Ołeksandr Sułypa[13]
- László Szabó[1]
- Péter Székely[19]
- György Szilágyi[20]
- Julianna Terbe[15]
- Szidónia Vajda[17]
- Egon Varnusz[19]